# Klasea
Klasea, rod trajnica iz Euroazije i sjeverozapadne Afrike. Priznato je 55 vrsta,
Vrste nerazgranjeni srpac (K. lycopifolia) i zrakasta pilica i njezine dvije podvrste (uz koje i cetinjska pilica, Klasea radiata subsp. cetinjensis), rastu i u Hrvatskoj, a nekada su uključivane u rod Serratula.

## Vrste
1. Klasea algarbiensis (Cantó) Cantó
2. Klasea aphyllopoda (Iljin) Holub
3. Klasea aznavouriana (Bornm.) Greuter & Wagenitz
4. Klasea boetica (Boiss. ex DC.) Holub
5. Klasea × bogdensis L.Martins
6. Klasea bornmuelleri (Azn.) Greuter & Wagenitz
7. Klasea bulgarica (Acht. & Stoj.) Holub
8. Klasea calcarea (Mozaff.) Ranjbar & Negaresh
9. Klasea cardunculus (Pall.) Holub
10. Klasea centauroides (L.) Cass. ex Kitag.
11. Klasea cerinthifolia (Sm.) Greuter & Wagenitz
12. Klasea chartacea (C.Winkl.) L.Martins
13. Klasea coriacea (Fisch. & C.A.Mey. ex DC.) Holub
14. Klasea cretica (Turrill) Holub
15. Klasea dissecta (Ledeb.) L.Martins
16. Klasea erucifolia (L.) Greuter & Wagenitz
17. Klasea flavescens (L.) Holub
18. Klasea gracillima (Rech.f.) L.Martins
19. Klasea grandifolia (P.H.Davis) Greuter & Wagenitz
20. Klasea hakkiarica (P.H.Davis) Greuter & Wagenitz
21. Klasea hastifolia (Korovin & Kult. ex Iljin) L.Martins
22. Klasea haussknechtii (Boiss.) Holub
23. Klasea integrifolia (Vahl) Greuter
24. Klasea khorasanica Ranjbar, Negaresh & Joharchi
25. Klasea khuzistanica (Mozaff.) Mozaff. ex Hidalgo
26. Klasea kotschyi (Boiss.) Greuter & Wagenitz
27. Klasea kurdica (Post) Greuter & Wagenitz
28. Klasea lasiocephala (Bornm.) Greuter & Wagenitz
29. Klasea latifolia (Boiss.) L.Martins
30. Klasea legionensis (Lacaita) Holub
31. Klasea leptoclada (Bornm. & Sint.) L.Martins
32. Klasea litwinowii (Iljin) Ranjbar & Negaresh
33. Klasea lycopifolia (Vill.) Á.Löve & D.Löve
34. Klasea lyratifolia (Schrenk) L.Martins
35. Klasea marginata (Tausch) Kitag.
36. Klasea melanocheila (Boiss. & Hausskn.) Holub
37. Klasea moreana Greuter
38. Klasea mouterdei (Arènes) Greuter & Wagenitz
39. Klasea nana Ranjbar & Negaresh
40. Klasea nudicaulis (L.) Fourr.
41. Klasea oligocephala (DC.) Greuter & Wagenitz
42. Klasea pallida (DC.) Holub
43. Klasea paradoxa (Mozaff.) Ranjbar & Negaresh
44. Klasea pinnatifida (Cav.) Talavera
45. Klasea procumbens (Regel) Holub
46. Klasea pusilla (Labill.) Greuter & Wagenitz
47. Klasea quinquefolia (Willd.) Greuter & Wagenitz
48. Klasea radiata (Waldst. & Kit.) Á.Löve & D.Löve
49. Klasea sanandajensis Ranjbar & Negaresh
50. Klasea serratuloides (Fisch. & C.A.Mey. ex DC.) Greuter & Wagenitz
51. Klasea sogdiana (Bunge) L.Martins
52. Klasea suffruticulosa (Schrenk) L.Martins
53. Klasea suffulta (Rech.f.) L.Martins
54. Klasea turkica Yild.
55. Klasea viciifolia (Boiss. & Hausskn.) L.Martins
56. Klasea yunus-emrei B.Dogan, Ocak & A.Duran

## Sinonimi
- Microlophopsis Czerep.
- Nikitinia Iljin
- Schumeria Iljin